# 罗伯特·卡尼格尔
罗伯特·卡尼格尔（英語：Robert Kanigel，1946年5月28日—）是一位美国科学和传记作家，主要作品有《师从天才：一个科学王朝的崛起》（Apprentice to Genius: The Making of a Scientific Dynasty）、《知无涯者：拉马努金传》（The Man Who Knew Infinity: A Life of the Genius Ramanujan）等。

## 生平
罗伯特·卡尼格尔1946年出生于纽约市布鲁克林区，史岱文森高中毕业后，在伦斯勒理工学院就读机械工程学专业，1999年就职于麻省理工大学，2011年离职返回巴尔的摩在家创作。